# Bouvardia sancaroli
Bouvardia sancaroli là một loài thực vật có hoa trong họ Thiến thảo. Loài này được Borhidi & M.Martínez mô tả khoa học đầu tiên năm 2008.